# Felipe de Borgoña (1323-1346)
Felipe de Borgoña (10 de noviembre de 1323-10 de agosto de 1346), noble francés, único heredero de las dos Borgoñas (Ducado de Borgoña y Franco Condado) y del Artois.

## Vida
Hijo de Eudes IV de Borgoña y de Juana III de Borgoña, por su padre era bisnieto de San Luis IX de Francia, y por su madre chozno, además de bisnieto de Felipe IV el Hermoso.

### Matrimonio e hijo
En el año 1338, con quince años, contrajo nupcias con Juana, condesa de Auvernia, quien solo tenía doce, así se convirtió en Conde de Auvernia y en Conde de Boulogne. A los ocho años de su matrimonio, mismo en el que moriría, nació su único hijo, que sería Felipe de Rouvres, el heredero de su abuelo Eudes IV y de su abuela Juana III, y que murió sin hijos. Después de la muerte del joven Felipe, el ducado de Borgoña pasó a formar parte de la Corona francesa, y fue concedido por Juan II de Francia a su hijo menor (y medio hermano del anterior duque), Felipe el Temerario.
En 1340, luchó con su padre que defendió la ciudad de Saint-Omer contra los asaltos de Roberto III de Artois. En 1346, participó en el sitio de Aiguillon, dirigido por Juan, duque de Normandía (el futuro Juan II de Francia). Fue durante este asedio que murió, después de caerse de su caballo, lo que le privó de toda su herencia; su viuda contrajo nupcias con el rey de Francia, Juan II, de quien no tuvo hijos.